# 元祖バナナの魂
「元祖バナナの魂」（がんそバナナのたましい）は、1990年8月 - 9月、NHK『みんなのうた』で放送された楽曲。作詞：秋元康、作曲・編曲：見岳章、歌：山本コータロー、東京放送児童合唱団。

## 概要
三日月がバナナに変形して地球の日本の熱帯林に着き、バナナ人形に変形して、歌ったり、街に出掛けたり、マントを着けて宇宙へ飛ぶ様子を歌と映像にした作品。
「かおりちゃんタイム」を手掛けた見米豊による第2作目のストップモーションアニメーション。山本コウタローの『みんなのうた』出演は、本作が唯一である。
1991年3月にCBSソニーより本曲のシングルCDが発売された。また1997年に同社より発売されたコンピレーションアルバム「NHKみんなのうた さとうきび畑」にもオリジナル音源が収録されている。
他社から発売された「みんなのうた」関連CDにも収録されているが、日本コロムビア版では安西正弘、東京放送児童合唱団によるもの、アポロン音楽工業では市之瀬洋一によるカバー音源が収録されている。